# Noura Mana
Noura Mana, född 12 december 1997, är en marockansk simmare.
Mana tävlade för Marocko vid olympiska sommarspelen 2016 i Rio de Janeiro, där hon blev utslagen i försöksheatet på 50 meter frisim.